# Josep Armengol i Ballbé
Josep Armengol i Ballbé   (Terrassa, 3 de juny de 1891 - Terrassa, 1918) va ser un escultor català.

## Biografia
Fill d'Antoni Armengol i Trullàs i d'Esperança Ballbé i Mach, va ser el més jove de quatre germans. Des de la seva infància, ja va revelar una clara inclinació cap a l'escultura, creant petites figures d'argila al carrer. Malauradament, durant l'adolescència, una malaltia greu va limitar el seu desenvolupament físic i afectar greument la seva salut. En l'Exposició d'Art Independent del 1907, ja va mostrar el seu talent, amb l'escultor Josep Llimona com a mestre.
El setembre de 1915, la Diputació de Barcelona li va concedir una beca per traslladar-se a París, al taller de l'escultor Josep Clarà. Com a cofundador del Gremi d'Artistes, va col·laborar amb destacats noms com Rafel Benet i Joan Duch, contribuint a la creació d'un fris per a l'opulent saló de festes del Gremi. La seva primera exposició pública va tenir lloc el 22 de març de 1917, a la galeria d'en Pere Sabater, consolidant la seva presència en l'àmbit artístic. Va fer altres exposicions, com la mostra al Foier del Teatre Principal, tres mesos després, i l'exposició conjunta amb Rafel Benet al saló Alavedra el 12 d'octubre de 1918. L'endemà de l'exposició, el 27 d'octubre, fou víctima de la grip i morí quan tot just havia complert els 27 anys.
L'escriptor Ferran Canyameres i Casamada el recordà com un bon amic amb qui tingué llargues converses.

## Obres
- El Ballet Popular
- La Noia del Càntir